# Besoin d'information
Le besoin d'information est une expression du jargon de la documentation signifiant la « nécessité de combler une déficience constatée d’information, une lacune, un défaut ou une anomalie. On distingue le besoin d’information en vue de la connaissance (savoir) et le besoin d’information en vue de l’action (agir). »

## Enjeux et limites
Le besoin d'information est un état de connaissance qui nécessite d'évoluer; en prendre conscience serait une compétence documentaire. Le premier à l'évoquer est Robert S. Taylor, bibliothécaire, dans un article intitulé Question negociation and information seeking in libraries. Selon lui, le besoin d'information est un état qui nécessite d'être comblé, et l'usager des bibliothèques passe par plusieurs états de conscience. Pour Yves Le Coadic, le besoin d’information naît « d’une impulsion d’ordre cognitif ». Il appartient au bibliothécaire de poser des questions adéquates pour rendre claire et explicite cette impulsion avant d'y répondre. Selon un point de vue psychologique, l’individu a besoin de connaissances et même de métaconnaissances. Une enquête a montré que les individus qui ont peu de connaissances recherchent moins d’informations que les individus qui ont déjà des connaissances. Un besoin d’information peut être vu comme un « besoin de réduction d’incertitude » (André Tricot) ou encore désigner un "état de connaissance inadéquat".
Les réponses au besoin d'information peuvent être une recherche documentaire, une demande d'information ou une expérience. L'individu peut aussi renoncer à y répondre si l'opération lui semble trop complexe.

## Dans le domaine de la documentation scolaire
Le besoin d’information peut particulièrement se retrouver dans l’étape 2 (questionnement) du référentiel FADBEN. On pourrait l’intégrer à la méthode EST (Evaluation-Sélection-Traitement) de Tricot et Rouet, lors de l’étape évaluation. Pouvoir exprimer son besoin d’information peut être considéré comme la première étape de la recherche documentaire. Il peut découler d’un processus d’interrogation consistant à découvrir et exprimer la nature du problème et étudier les connaissances préalables dont on dispose.
Le besoin d'information évolue au cours de la recherche documentaire.

## Dans le domaine de l’informatique décisionnelle
Le besoin d’information (Information Need en Anglais) est défini dans la norme ISO 15939 comme étant l’information nécessaire pour gérer les objectifs, les risques et problèmes d’un projet, d’un produit ou d’un processus.
Il est à placer en parallèle avec le « produit d’information » (Information Product en anglais) également défini dans ISO 15939 comme étant un ou plusieurs indicateurs (plus leurs interprétations) qui permettent de répondre à un besoin d'information.

## Sources
- Vocabulaire de la documentation, Arlette Boulogne (dir.), Paris, ADBS, 2004, 334 p. (coll. Sciences et techniques de l’information)
- Qu'est-ce que rechercher de l'information?, Nicole Boubée, André Tricot, Presses de l'ENSSIB, 2010
- Le besoin d'information : formulation, négociation, diagnostic, Yves F. Le Coadic. - Paris : ADBS éd., 1998  (Collection Sciences de l'information. Série Études et techniques, ISSN 1160-2376)
- Usages et usagers de l’information, Yves-François Le Coadic, Paris, Armand Colin et ADBS, 2004, 128 p. (coll. 128)
- La prise de conscience du besoin d’information : une compétence documentaire fantôme ?, André Tricot, Docs pour docs en ligne, 2004
- L'éducation à l'information", Cécile Gardiès (dir.), Dijon, Educagri, 2008, 127 p.
- "Le besoin d'information : principes et compétences" In Thémat'IC 2006 « Information : besoins et usages», Strasbourg, 17 mars 2006